# TT37
| M16 | r · V4 |

| M16 | r · V4 |

TT37 (Theban Tomb 37) è la sigla che identifica una delle Tombe dei Nobili ubicate nell’area della cosiddetta Necropoli Tebana, sulla sponda occidentale del Nilo dinanzi alla città di Luxor, in Egitto. Destinata a sepolture di nobili e funzionari connessi alle case regnanti, specie del Nuovo Regno, l'area venne sfruttata, come necropoli, fin dall'Antico Regno e, successivamente, sino al periodo Saitico (con la XXVI dinastia) e Tolemaico.

## Titolare
TT37 Era la tomba di:
| Titolare | Titolo                                                       | Necropoli  | Dinastia/Periodo | Note                                                          |
| -------- | ------------------------------------------------------------ | ---------- | ---------------- | ------------------------------------------------------------- |
| Harwa    | Capo Amministratore della Divina Sposa di Amon (Amenardis I) | el-Assasif | XXV dinastia     | nei pressi del pilone di mattoni e accanto alle TT189 e TT196 |

## Biografia
Figlio di Pedemut, Scriba, ed Estawert, Harwa fu amministratore della Divina Sposa di Amon Amenardis, nel corso della XXV dinastia.

## La tomba
Benché molto articolata e di grandi dimensioni, non molte sono le risultanze artistiche segnalate dal testo di Porter e Moss. Un corridoio (1 in planimetria), sulle cui pareti sono riportati testi, dà accesso ad una corte con otto pilastri. Sulle pareti (2) un uomo con aiutanti, (3) su due registri sovrapposti, un uomo offre a Ra-Horakhti e testi sacri, (4-5) il defunto e resti di testo, (6) il defunto che trasporta una giara, (7) una mummia su un letto contornata da raggi solari, (8) oli e unguenti sacri. Su un pilastro (9) la mummia con l'uccello ba che sovrasta testi sacri e i titoli del defunto; poco oltre (10) una stele con un prete che opera la Cerimonia di apertura della bocca in presenza di un prete lettore. In un angolo di tale sala, si apre l'accesso alla tomba TT404, che si sviluppa in un lungo corridoio che circonda la TT37.
Un atrio, sulle cui pareti è riportato un fregio (11-12) con i titoli del defunto, immette in un corridoio (13), con resti di testo di formule di offertorio e titoli del defunto, che adduce a una sala con otto pilastri con scarse rimanenze parietali: il defunto seduto (14) con tavola delle offerte e liste di offerte. La sala è circondata da dieci cappelle che, in due casi, a loro volta danno accesso ad altri locali e, sul fondo (15) un passaggio, in cui Anubi e la Dea dell'Occidente (Mertseger) accompagnano il defunto, conduce a una seconda sala con quattro pilastri da cui un altro corridoio (16) dà accesso ad un locale, sul cui fondo, in una nicchia (17) si trova una falsa porta e la rappresentazione del dio Osiride.
Da questa tomba provengono due statue cubo del defunto, oggi al Louvre (cat. A.84), e al Ägyptisches Museum und Papyrussammlung di Berlino (cat. 8163).

### Annotazioni
1. ↑  La numerazione dei locali e delle pareti segue quella di Porter e Moss 1927, p. 64.
2. ↑  La prima numerazione delle tombe, dalla numero 1 alla 253, risale al 1913 con l’edizione del "Topographical Catalogue of the Private Tombs of Thebes" di Alan Gardiner e Arthur Weigall. Le tombe erano numerate in ordine di scoperta e non geografico; ugualmente in ordine cronologico di scoperta sono le tombe dalla 253 in poi.
3. ↑  I campi della Duat, ovvero l'aldilà egizio, si trovavano, secondo le credenze, proprio sulla riva occidentale del grande fiume.
4. ↑  Nella sua epoca di utilizzo, l'area era nota come "Quella di fronte al suo Signore" (con riferimento alla riva orientale, dove si trovavano le strutture dei Palazzi di residenza dei re e i templi dei principali dei) o, più semplicemente, "Occidente di Tebe".
5. ↑  le Tombe dei Nobili, benché raggruppate in un'unica area, sono di fatto distribuite su più necropoli distinte.
6. ↑  Le note, sovente di inquadramento topografico della tomba, sono tratte dal "Topographical Catalogue" di Gardiner e Weigall, ed. 1913 e fanno perciò riferimento alla situazione dell'epoca.
7. ↑  Era compito dei preti "lettori" l'organizzazione delle cerimonie e la recitazione ad alta voce, durante le cerimonie sacre, degli inni previsti. Proprio per tale conoscenza delle invocazioni giuste e corrette, i "lettori" venivano considerati detentori di poteri magici.

### Fonti
1. 1 2  Porter e Moss 1927,  pp. 68-69.
2. ↑  Gardiner e Weigall 1913.
3. ↑  Donadoni 1999,  p. 115.
4. ↑  Gardiner e Weigall 1913, pp. 18-19.
5. ↑  Porter e Moss 1927,  pp. 68-69, anche nella revisione del 1970.
6. ↑  Porter e Moss 1927,  p. 69.